# دورنن‌بورخ
دورنن‌بورخ (به هلندی: Doornenburg) یک منطقهٔ مسکونی در هلند است که در لینگه‌وارد واقع شده‌است. دورنن‌بورخ ۸٫۳۷ کیلومتر مربع مساحت و ۲٫۷۰۹ نفر جمعیت دارد.

## نگارخانه

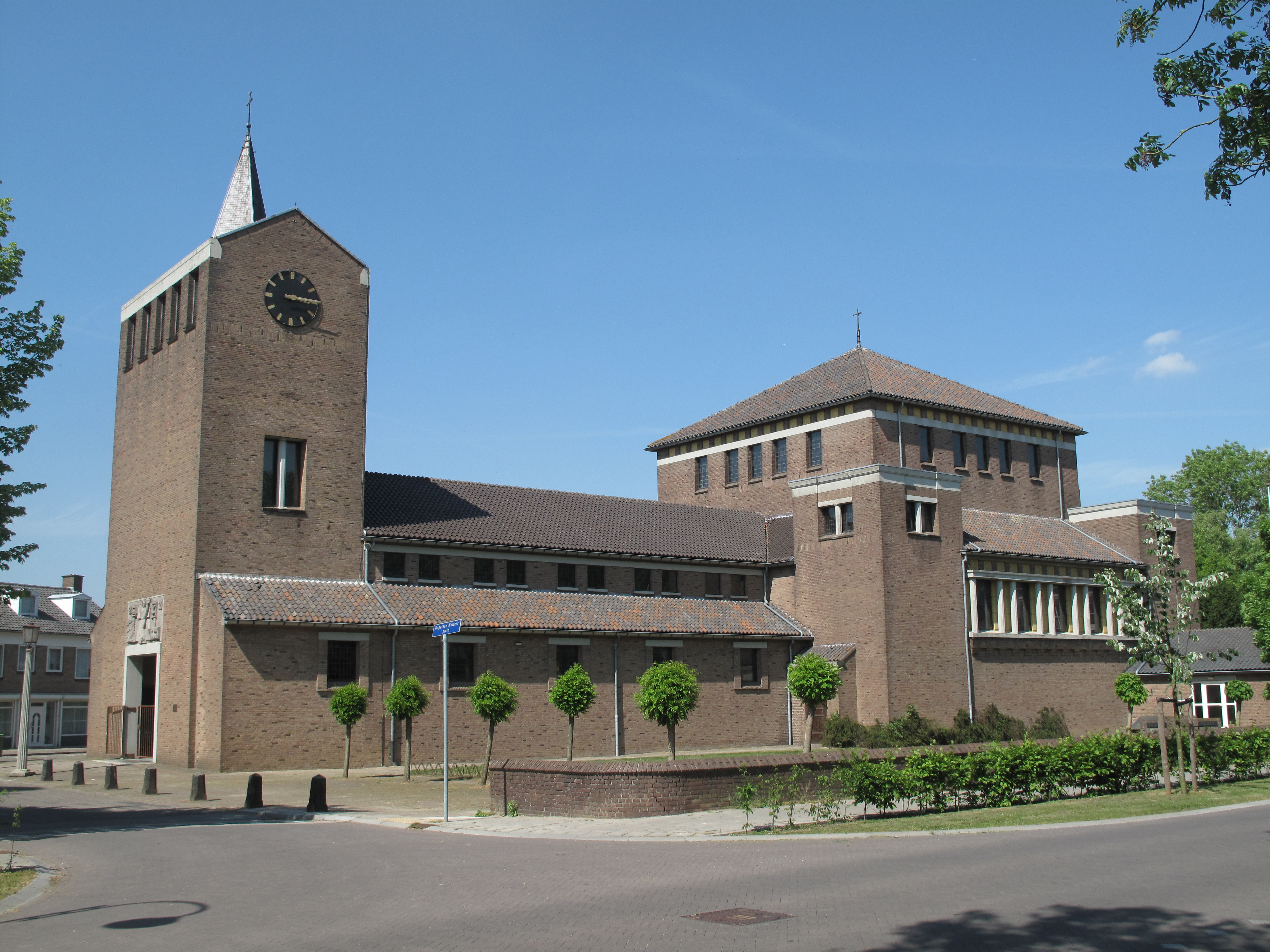
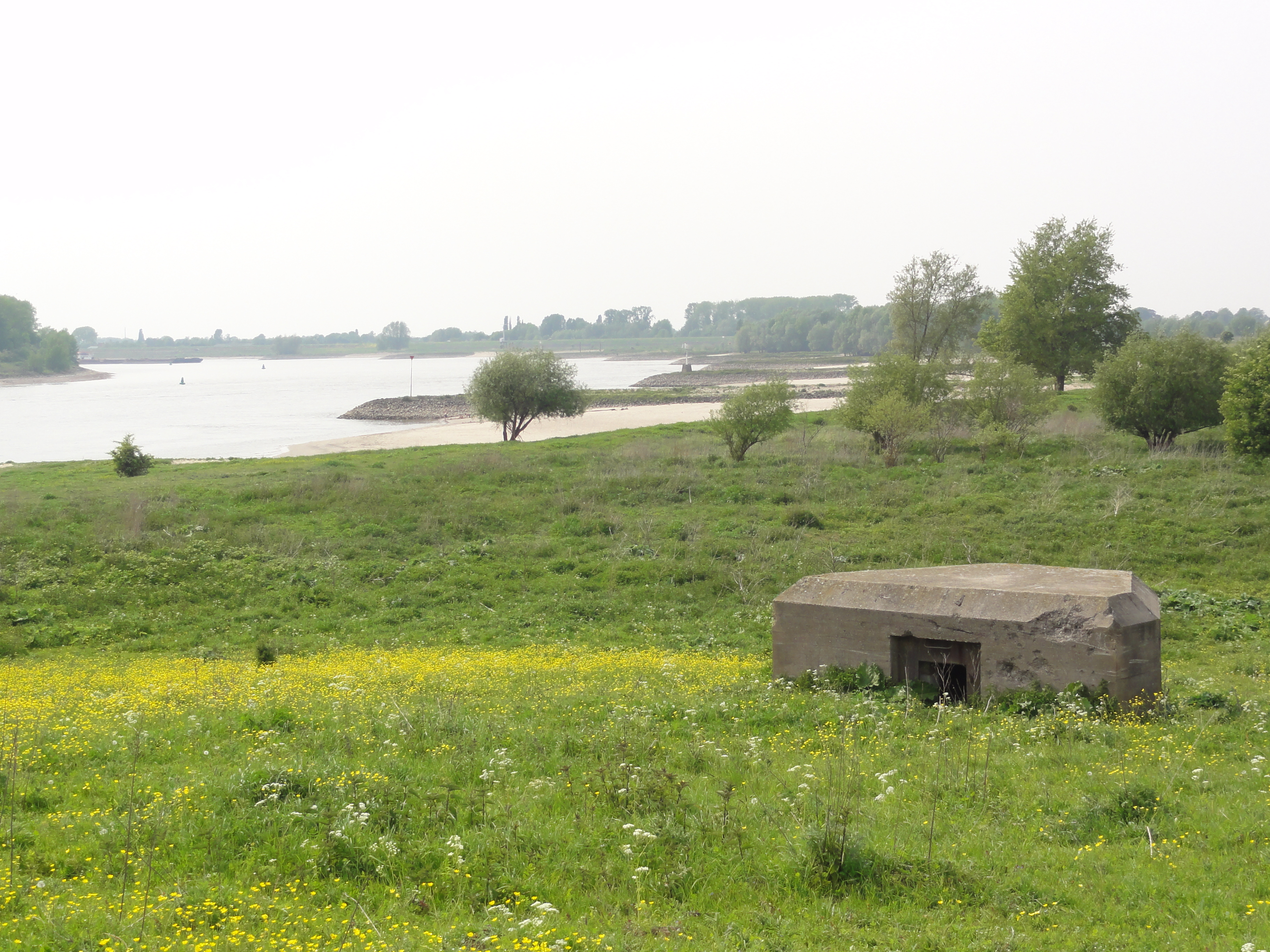